# Mary Ann Nichols

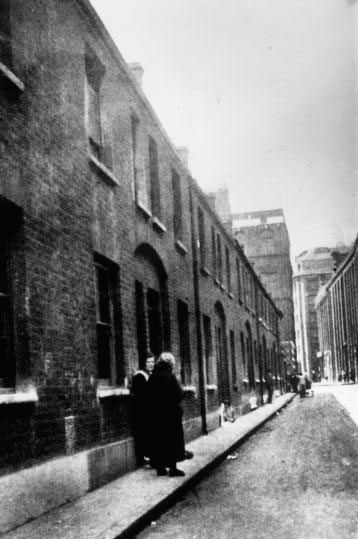
Buck's Row där Mary Ann Nichols döda kropp påträffades.

Mary Ann "Polly" Nichols, född Walker den 26 augusti 1845 i London, död 31 augusti 1888 på Buck's Row i Whitechapel, var en brittisk kvinna. Hon antas vara det första av Jack Uppskärarens offer, i de mycket omskrivna Whitechapelmorden.

## Biografi

### Bakgrund, äktenskap
Mary Ann Nichols föddes som dotter till låssmeden Edward Walker och dennes hustru Caroline. Hon gifte sig den 16 januari 1864 med skrivmaskinisten William Nichols. 
Paret fick fem barn: Edward John, Percy George, Alice Esther, Eliza Sarah och Henry Alfred. Parets relation var instabil, och de separerade vid flera olika tillfällen före deras slutliga brytning 1881. 

### Senare liv
Under den första tiden efter separationen betalade maken underhåll, men underhållet upphörde 1882. Detta skedde sedan han fått veta att hon levde med en annan man, för myndigheterna framställt henne som prostituerad och påpekat att hon övergivit sina barn. Denne andre man var troligen smeden Thomas Dew, med vilken hon hade ett förhållande till och från efter sin separation. 
Nichols levde sedan på olika arbetshus och inkvarteringshus, var tidvis hemlös och livnärde sig slutligen på prostitution. Både hennes make och far beskriver henne som alkoholist. 

### Död
Den 31 augusti 1888 bodde Nichols på inkvarteringhuset White House, på 56 Flower and Dean Street. Mellan klockan 01:20 och 01:40 kastades Nichols ut ur inkvarteringshuset, eftersom hon inte hade pengar nog för att betala en sängplats.   
Klockan 02:30 mötte hon vittnet Emily Holland vid hörnet av Whitechapel Road och Osborn Street. Hon beskrevs som höggradigt berusad, uppgav att hon hade tjänat ihop till en sängplats tre gånger om men spenderat pengarna på alkohol. Hon lämnade därefter Holland för att tjäna ihop till pengar för en sängplats.   
Klockan 03:15 passerade två konstaplar Buck's Row – nuvarande Durward Street i Whitechapel-området. De rapporterade inget utöver det vanliga.   
Mary Ann Nichols påträffades död vid Buck's Row, ungefär 03:40. Vid den tidpunkten beskrevs hennes kropp fortfarande som varm, och enligt vittnen andades hon fortfarande. Klockan 03:50 förklaras hon sedan några minuter tillbaka död, av en tillkallad doktor. 
Enligt obduktionen hade hon följande skador: ett sår längs högra käken; ett cirkulärt märke på ansiktets vänstra halva; ett knivhugg på vänstersidan av nacken nedanför örat; halsen avskuren; buken djupt och kraftigt uppskuren.